# Teddy Pendergrass
Theodore DeReese Pendergrass Sr., conosciuto anche come Teddy P, TP o Teddy Bear (Filadelfia, 26 marzo 1950 – Bryn Mawr, 13 gennaio 2010) è stato un cantante, paroliere, compositore, musicista e produttore musicale statunitense.
Dedito ai generi R&B, soul, jazz e gospel, fu in attività dalla fine anni sessanta – inizio anni settanta al 2006, prima come componente di gruppi quali The Cadillacs e Harold Melvin & the Blue Notes (di cui era la voce solista) e in seguito come cantante solista. Fu autore soprattutto di brani d'amore.
Da solista pubblicò in totale 20 album, i primi 6 dei quali – pubblicati tra il 1977 e il 1981 – gli valsero il disco d'oro.
Il primo di questi fu l'album eponimo del 1977. Tra gli altri, titoli, ricordiamo: Teddy (1979), Love Language (1984), Joy (1988), This Christmas (I'd Rather Have Love) (1998).
I suoi ultimi album furono due raccolte, Love Songs Collection e The Essential Teddy Pendergrass, pubblicate rispettivamente nel 2004 e nel 2007.
Collaborò con vari artisti, tra cui Whitney Houston, con cui incise nel 1984 il brano Hold me, inserito nel suo album Love Language (1984), oltre che nel primo album della Houston (1985).
Ottenne 5 volte la candidatura al Grammy Awards, nel 1979, nel 1982, nel 1989, nel 1992 e nel 1994.
Abbandonò la carriera discografica nel 2006, dopo oltre 35 anni e a 24 anni da un incidente stradale che lo costrinse a passare gran parte della sua vita su una sedia a rotelle. Morì nel 2010 all'età di 59 anni.

## Biografia

### Infanzia e adolescenza
Theodore DeReese Pendergrass nasce il 26 marzo 1950 a Filadelfia, in Pennsylvania (Stati Uniti).
Da piccolo, viene abbandonato dal padre, Jesse Pendergrass (poi morto assassinato nel 1962) e cresce così con la madre, Geraldine Epps.
Inizia a cantare nelle chiese della sua città natale, eseguendo brani gospel, ed impara da autodidatta a suonare il tamburo.

### Gli inizi della carriera con The Cadillacs e Harold Melvin & The Blue Notes
Per assecondare la sua passione per la musica ed inseguire il sogno di una carriera in campo discografico, abbandona gli studi alla Thomas Edison High School, diventando, alla fine degli anni sessanta, il batterista del gruppo The Cadillacs.
I Cadillacs si uniscono in seguito alla band Harold Melvin & the Blue Notes, band di cui Pendergrass – per volere di Harold Melvin – diventa voce solista nel 1970 in sostituzione di John Atkins, costretto a dare forfait durante un tour a causa di una malattia.
Assieme alla band Harold Melvin & the Blue Notes, incide brani celebri, quali I Miss You, Bad Luck, Wake Up Everybody, The Two Million Seller, If You Don't Know Me by Now e Don't Leave Me This Way.

### Gli inizi come solista: 1976 - 1981
Nel 1976, causa divergenze con Harold Melvin, lascia la band e fonda dapprima un nuovo gruppo, chiamato “The Blue Notes”, prima di optare – per evitare confusione tra le band per la carriera da solista.
Nel 1977 pubblica il suo primo singolo da solista, I Don't Love You Anymore, che raggiunge il quinto posto nelle classifiche dei singoli R&B negli Stati Uniti.
Sempre nello stesso anno, pubblica anche il suo primo album da solista,  Teddy Pendergrass (uscito su etichetta Philadelphia International), che gli vale il disco d'oro e a cui fanno seguito gli album Life Is a Song Worth Singing (1978), Teddy (1979), Live! Coast to Coast (1979), TP (1980; 5º posto nelle classifiche degli Stati Uniti) e It's Time for Love (1981), anche questi tutti premiati dal disco d'oro.
I suoi primi album gli valgono anche varie nomination al Grammy Award: come miglior album di un nuovo cantante pop nel 1977, come miglior cantante R&B nel 1978, per il miglior singolo R&B nel 1979 (per Close the Doors) e nel 1982 (per I Can't Live Without Your Love). Riceve inoltre dei riconoscimenti dell'Ebony Magazine e dalla NAACP.
Nel 1981 pubblica inoltre, in coppia con Stephanie Mills, il singolo Two Hearts, che raggiunge il 3º posto nelle classifiche R&B degli Stati Uniti.

### Il drammatico incidente automobilistico e l'invalidità permanente
Il 18 marzo 1982 è vittima di un grave incidente stradale, che ne segna l'esistenza: i freni della sua Rolls-Royce non rispondono ai comandi mentre percorre la Lincoln Drive nel quartiere di Germantown a Filadelfia e si schianta contro un albero.
La diagnosi è impietosa: lesione alla spina dorsale, il che significa paralisi totale dalla vita in giù e paralisi parziale delle braccia.

### La riabilitazione e il ritorno sulle scene
L'incidente, tuttavia, non ferma la sua carriera artistica: dopo un anno di terapie riabilitative, rientra infatti sulle scene, pubblicando l'album Heaven Only Knows (1983).
Nel 1984, incide l'album Love Language, in cui spicca una romantica canzone,  Hold me, cantata in coppia con una giovanissima Whitney Houston, che di lì a poco sarebbe diventata famosa in tutto il mondo.
Nel 1985, pubblica un “Greatest Hits” e prende parte al leggendario concerto Live Aid, organizzato da Bob Geldof e da Midge Ure e tenutosi in varie località, tra le quali anche la sua città natale, Filadelfia, il 13 luglio. Sempre nello stesso anno, pubblica su etichetta Asylum Records l'album Workin' It Back.
Pubblica in seguito gli album Joy (1988, dal titolo del singolo omonimo, per il quale riceve una nomination al Grammy Award nel 1989), Truly Blessed 1991 e A Little More Magic (1991), usciti tutti su etichetta Elektra Records.
Incide anche il singolo Glad to Be Alive, in duetto con Lisa Fischer (1990).

### Gli anni novanta e gli inizi del XXI secolo
Nel 1992 e nel 1994, riceve due nuove nomination ai Grammy Award, sempre nella categoria “miglior singolo R&B”, rispettivamente per How Can You Mend a Broken Heart? e per Voodoo (uscito nel 1993).
Nel 1996, partecipa al fianco di Stephanie Mills al musical gospel Your Arms Too Short to Box with God.
Nel 1998, scrive – con la collaborazione di Patricia Romanowski – una sua autobiografia intitolata Truly Blessed (dal titolo del suo album del 1991) e pubblica un nuovo “Best of” ed un album natalizio dal titolo This Christmas (I'd Rather Have Love).
Nel 2004, pubblica Love Songs Collection, il suo ultimo album.

### Il ritiro dalle scene
Nel 2006, annuncia il proprio ritiro dalla carriera discografica.
Fa un breve ritorno sulle scene nel 2007, partecipando alla Teddy 25: A Celebration of Life, Hope & Possibilities, una cerimonia a scopo benefico che “celebra” i 25 anni dal suo incidente e che costituisce per Pendergrass un'occasione per ringraziare quanti lo hanno aiutato da quel terribile evento.

### La morte
Ammalatosi di cancro al colon, Teddy Pendergrass muore a soli 59 anni il 13 gennaio 2010 al Bryn Mawr Hospital a Bryn Mawr (dintorni di Filadelfia).
I funerali vengono celebrati il 22 gennaio 2010 in forma pubblica e il 23 gennaio 2010 in forma privata nella Enon Tabernacle Baptist Church di Filadelfia.
È sepolto nel West Laurel Hill Cemetery di Bala Cynwyd, in Pennsylvania.

## Discografia

### Album in studio
- 1977 - Teddy Pendergrass
- 1978 - Life Is a Song Worth Singing
- 1979 - Teddy
- 1980 - TP
- 1981 - It's Time for Love
- 1982 - This One's for You
- 1983 - Heaven Only Knows
- 1984 - Love Language
- 1985 - Workin' It Back
- 1988 - Joy
- 1991 - Truly Blessed
- 1993 - A Little More Magic
- 1997 - You and I
- 1998 - This Christmas (I'd Rather Have Love)

### Live
- 1979 - Live! Coast to Coast

### Raccolte
- 1985 - Greatest Hits
- 1998 - The Best of Teddy Pendergrass
- 2001 - Greatest Slow Jams
- 2002 - From Teddy with Love
- 2004 - Love Songs Collection

### Singoli
- 1977 I Don't Love You Anymore
- 1977 The Whole Town's Laughing At Me
- 1978 Close the Door
- 1978 Only You
- 1979 Turn Off the Lights
- 1979 Come Go With Me
- 1980 Shout and Scream
- 1980 It's You I Love
- 1980 Can't We Try
- 1980 Love T.K.O.
- 1981 Two Hearts (con Stephanie Mills)
- 1981 I Can't Live Without Your Love
- 1982 You're My Latest, My Greatest Inspiration
- 1982 The Gift of Life / Nine Times Out of Ten
- 1982 I Can't Win for Losing
- 1984 Hold Me (con Whitney Houston)
- 1984 You're My Choice Tonight
- 1985 Never Felt Like Dancin'
- 1986 Love 4/2
- 1986 Let Me Be Closer
- 1988 2 A.M.
- 1988 Joy
- 1988 Love Is the Power
- 1990 Glad to Be Alive (con Lisa Fischer)
- 1991 It Should've Been You
- 1991 I Find Everyting In You
- 1992 How Can You Mend A Broken Heart?
- 1993 Voodoo
- 1994 Believe In Love
- 1994 I'm Always Thinking About You
- 1997 Don't Keep Wastin' My Time
- 1997 Give It to Me